# Forelophilus
Forelophilus is een geslacht van mieren uit de onderfamilie van de Formicinae (Schubmieren).

## Soorten
- F. overbecki Kutter, 1931
- F. philippinensis Zettel & Zimmermann, 2007
- F. stefanschoedli Zettel & Zimmermann, 2007